# Bolesław Rzewiński
Bolesław Rzewiński (ur. 21 lipca 1954 w Gorzowie Wielkopolskim, zm. 29 stycznia 2019) – polski żużlowiec.
Wychowanek Stali Gorzów Wielkopolski. Debiutował 12 czerwca 1974 roku w meczu wyjazdowym ze Spartą Wrocław. Z drużyną Stali wywalczył 6 medali Drużynowych Mistrzostw Polski - 4 złote (1975, 1976, 1977, 1978) i 2 srebrne (1974, 1979).
W 1977 roku był finalistą Turnieju o Srebrny Kask (16 m.).
W sezonie 1980 startował w II-ligowym GKM-ie Grudziądz.